# حكومة فرنسا
حكومة الجمهورية الفرنسية الخامسة بصيغتها الجديدة والثورة العصرية التي نرى ملامحها اليوم في كل فرنسا فقد بدأت في الشهر الأول من عام 1959 وقد كان سببها عدم دوام الوزارات مما ادى إلى قصر نظر في البعد السياسي وفي الزيادة من النزعات المتتالية الاقتصادية فكان تشكل الحكومة بصيغة برلمانية ديمقراطية بحته هو الحل. حكومات فرنسا للجمهورية الخامسة مكونة من ثمان حكومات حكمت فرنسا من عام 1959 حتى يومنا الحاضر.

## الحكومة الأولى هي حكومةشارل ديغول(1959-1969)
كان تغير الدستور في فرنسا شبه مستحيل دون العمل على تغير النظام الحاكم فتم بعد انقلاب شارل ديغول على الحكومة انه تم تغير القانون على يد هذا الرجل الذي انقض فرنسا من نكسة الحروب العالمية كون بقيادتة حكومة جديدية قامت على انقاذ الوضع في فرنسا كلة جعل الحكم راسياً جمهورياً ومن ثم جعل فترة الحكم خمسة سنوات وبعدها يتم انتخابات مرة أخرى وجعل عمر الوزارات بعمر الحكومة حتى يكون هناك استقرار سياسي واقتصادي داخلا وخارجيا للدولة وتم اسقرارها ولكنه لم يكن قد فعل هذا فقط فلو نرجع للتاريخ قليلا نلقى ان شارل كا الاب الروحاني لكل فرنسا فلولاه لما وقفوا في وجه الاحتلال النازي، بعد ان تسلم مقاليد الحكم في فرنسا وارسى كل الامور في مياه راكدة كانت قد انتهت فترت حكمه الأولى في عام 1964 تم ترشيح نفسه للانتخابات مرة أخرى وفاز بها بحب الجماهيري له وتاريخه المشرف هنا كانت فرنسا قد تطورت لما نراه اليوم من فرنسا الحديثة، كل هدا لما يشفع لشارل لانه بدا في توسعات لحكم لا مركزي ولكن لم يشفع التاريخ المشرف للرئيس الأسبق والأب الروحي شارل ديجول لدى الشعب الفرنسي الذي خرج في مظاهرات مناوئة له عام 1968، واستجابة لمطالب المتظاهرين الذين شكل الطلاب والعمال الغالبية بينهم قرر ديجول أن يجري استفتاء حول تطبيق المزيد من اللامركزية في فرنسا، وتعهد قبل إجراء الاستفتاء بالتنحي عن منصبه في حال لم توافق نسبة كبيرة من الفرنسيين على تطبيق اللامركزية في البلاد. وفي مساء يوم 28 أبريل عام 1969 أعلن ديجول تنحيه عن منصبه بعد أن حققت الموافقة على تطبيق اللامركزية نسبة أقل قليلاً من النسبة التي حددها سلفاً.

## الحكومة الثانية هي حكومةجورج بومبيدو(1969-1974)
بعد تنحي حكومة شارل ديغول وعدم ترأس الحكم أحد كان يجب ان يكون هناك رئيس دولة اضراري فكان الآن بوير رئيس الجمهورية المنتدب حتى تجري الانتخابات الرئاسية والبرلمانية للحكومة حكم بالنيابة حتى فاز دولة الرئيس الثاني وهو جورج بومبيدو الدي تقلد الحكم وكانت فترته انتعاش سياسي لفرنسا حتى رحيلة عام 1974 بمرض السرطان وهو أول رئيس فرنسي يموت وهو في منصبة خرجت كل فرنسا لتشيع جثمانه.

## الحكومة الثالثة هي حكومةفاليري جيسكار ديستان(1974 حتى 1981)
حكومة فاليري للجمهورية الفرنسية من 1974 حتى 1981. وهو عضو في المجلس الدستوري في فرنسا. اتسمت فترة توليه منصب الرئيس من قبل موقفا أكثر ليبرالية في القضايا الاجتماعية—مثل الطلاق، ومنع الحمل، والإجهاض—ومحاولات لتحديث البلاد ومكتب الرئاسة، وإطلاق مشاريع البنية التحتية لا سيما تلك بعيدة المدى لأن سرعة عالية تي جي في القطار وتتجه نحو الاعتماد على الطاقة النووية كمصدر للطاقة الرئيسي فرنسا. ومع ذلك، عانى شعبيته من الانكماش الاقتصادي الذي أعقب أزمة الطاقة عام 1973، بمناسبة نهاية «السنوات الثلاثين المجيدة» بعد الحرب العالمية الثانية، جنبا إلى جنب مع الأسف الخطاب الرسمي ان «نهاية النفق كان قرب». وعلاوة على ذلك، واجه جيسكار المعارضة السياسية من كلا الجانبين من الطيف: من اليسار حديثا موحد فرانسوا ميتران، وارتفاع من جاك شيراك الذي بعث الديجولية على خط المعارضة اليمينية. تسبب كل هذا، بالإضافة إلى العلاقات العامة سيئة، وشعبيته في النمو في نهاية فترة ولايته، وانه فشل في تأمين إعادة انتخابه في 1981.وقال انه أصبح هو مؤيد للولايات المتحدة وأوروبا، بعد أن تقتصر مشاركته في الحياة السياسية الوطنية بعد هزيمته.

## الحكومة الرابعة هي حكومة فرنسوا ميتران (1981-1995)

### الإصلاحات الأولى والعودة إلى سياسة اقتصادية أرثوذكسية (1981-1986)
وفي 10 مايو 1981 انتخب ميتران رئيساً للجمهورية هازماً الرئيس السابق فاليري جيسكار ديستان ليصبح أول رئيس اشتراكي للجمهورية الخامسة ويكلف بيير موروا بتشكيل حكومته الأولى.
ومن التدابير التي اتخدتها حكومة موروا
- داخليّاً:
  - رفع الراتب الأدنى عشرة في المئة، والإعانات العائلية والسكنية خمساً وعشرين في المئة، والإعانات للمعاقين عشرين في المئة.
  - إلغاء عقوبة الإعدام
  - إنشاء ضريبة على الثروات الكبيرة
  - مضاعفة ميزانية وزارة الثقافة ورفع ميزانية البحث بـ 512 في المئة، وميزانية وزارة التشغيل بـ 112 في المئة، وميزانية وزارة السكن بـ 37 في المئة.
  - تخفيض قيمة الفرنك الفرنسي
  - تأميم البنوك والمجموعات الصناعية الكبرى
  - تحديد المدة القانونية للعمل بـ39 ساعة أسبوعية.
  - رفع مدة العطلة المدفوعة إلى خمسة أسابيع سنوية.
  - إلغاء تجريم المثلية
- خارجياً:
  - خطاب كانكون الذي ينتقد فيه الولايات المتحدة لحصارها كوبا (1982).
  - زيارة إسرائيل والتي أكد خلالها حقّ إسرائيل في العيش والدعوة إلى احترام حقوق الفلسطينيين في غزة والضفة الغربية (1983).
  - إنهاء التعاون النووي مع العراق (1983).

أما ما تبقى من فترته الثانية التي اكتسحها اكتساح لما قدمة في ما سبق من الفترة الأولى فهو كان تجديداً للرأسة.

## الحكومة الخامسة بقيادةجاك شيراك(1995-2007)
حكم فرنسا في فترتيين وكان الازدهار له والتطور الاقتصادي الكبير غير التوحيد والمساوي لكل الشعب والدعم لك مرافق الحياة للمواطن الفرنسي.

## الحكومة السادسة بقيادةنيكولا ساركوزي(2007-2012)
ويقدم هذا المحامي رغبته في 'الحديث بصدق' ومواجهة المشكلات التي يعاني منها الفرنسيون، وهذا ما يدفع خصومه إلى اتهامه بـ 'الشعبوية'. وشدد 'ساركو' كما يلقبه المقربون منه والذي يتقدم استطلاعات الرأي منذ 3 أشهر، على العمل على 'التغيير'، قبل أن يلطف هذا المفهوم لطمأنة مخاوف قسم من ناخبيه مستخدماً عبارة 'التغيير الهادئ' من أجل تبديل المشهد السياسي الفرنسي.
يأخذ عليه خصومه أنه يصطاد في مياه اليمين المتطرف، وقد أثيرت هذه الاتهامات مجدداً في ضوء طرحه استحداث 'وزارة للهجرة والهوية الوطنية'. يشدد على أن الفرنسيين يؤيدون تطرقه إلى هذه المسائل معتبراً أنه الوحيد الذي يمكنه احتواء اليمين المتطرف. يتخذ ساركوزي أحياناً مواقف مفاجئة ومتناقضة بطرحه أفكاراً بعيدة عن خطه، فيؤيد إشراك المقيمين الاجانب في الانتخابات المحلية أو يندد بـ «أرباب العمل الانذال» مع اعتناقه الليبرالي.
وأظهرت نتائج الاستفتاء المبدئية على تقدمه على منافسيه المرشحين للرئاسة. وبيوم الانتخاب ضمن المرحلة الأولى حصل على ما يقارب 30% من الأصوات حاصدا المركز الأول وتأهل بذلك إلى المرحلة الثانية من الانتخابات بمواجهة سيغولين رويال.
وبتاريخ 6 مايو ربح بانتخابات المرحلة الثانية أيضا بنسبة 53.2% من أصوات الناخبين بينما حصلت منافسته رويال على 46.8%. وأصبح بذلك رئيسا لفرنسا. بشكل عام، يعتبر ساركوزي أكثر ولاء للولايات المتحدة وإسرائيل من أغلب السياسيين الفرنسيين. واتهم ساركوزي بالوقوف وراء ترشح ابنه جون ساركوزي، لرئاسة EPAD، المؤسسة العامة لتجهيز منطقة La défense. ابنه لم يكن عمره يتجاوز حينإذ الثلاثين ولم يكن قد أنهى دراسته بعد.
- 6 مايو 2007: انتخب رئيسا للجمهورية الفرنسية في الدورة الثانية من الانتخابات الرئاسية الفرنسية 2007.
- 16 مايو 2007: أخذ الحكم رسميا بعد أن تسلم الحكم من جاك شيراك وباشر مهامه كرئيس للجمهورية وأصبح أمير أندورا المشترك.
- 17 مايو 2007: عين فرنسوا فيون الذي كان مستشاره السياسي كرئيس للوزراء.
- 18 يونيو 2007: بعد الانتخابات التشريعية الفرنسية 2007، استقالة حكومة فيون الأولى، ولكن ساركوزي عينه لتكوين حكومة جديدة وأصبحت فيما بعد حكومة فيون الثانية.
- 1 يوليو 2008-31 ديسمبر 2008: رئيس المجلس الأوروبي.
- 12 نوفمبر 2010-4 نوفمبر 2011: رئيس مجموعة العشرين.
- 13 نوفمبر 2010: قدم فرانسوا فيون استقالة حكومته لساركوزي. قبلها ساركوزي ولكنه من الغد عينه مرة أخرى لتكوين الحكومة، وأنشأ بعد ذلك حكومة فيون الثالثة.

## الحكومة السابعة بقيادةفرانسوا أولاند(2012-2017)
فاز فرانسوا أولاند بانتخابات الرئاسة الفرنسية التي جرت الأحد 6 مايو 2012، وبنسبة أصوات 51.8%، متفوقاً على نظيره اليميني نيكولا ساركوزي في الجولة الثانية من الانتخابات الرئاسية فأصبح الرئيس السابع للجمهورية الفرنسية الخامسة.
دكتور فخري من جامعة أبي بكر بلقايد في تلمسان.
في 2014 فاز فرانسوا اولاند بوسام التميز لأكثر الشخصيات تأثيراً في العالم من قائمة الملوك والرؤساء وكبار السياسيين، خلال التصويت الذي دشنه المجلس الدولي لحقوق الإنسان والتحكيم والدراسات السياسية والاستراتيجية.

## الحكومة الثامنة بقيادةإيمانويل ماكرون2017- حتى الآن
إيمانويل ماكرون (بالفرنسية: Emmanuel Macron) ولد في 21 ديسمبر 1977 في أميان، هو الرئيس الثامن للجمهورية الفرنسية الخامسة. وسياسي ومصرفي استثماري فرنسي سابق، متخرج من المدرسة الوطنية للإدارة في 2004، أصبح ماكرون مفتشًا ماليًا قبل أن يبدأ في 2008 العمل كمصرفي استثماري في بنك روتشيلد أند سي.
انضم بين 2006 و2009 للحزب الاشتراكي، ثم عين في 2012 نائبًا للأمين العام لرئاسة الجمهورية الفرنسية لدى الرئيس فرانسوا أولاند، ثم وزيرًا للاقتصاد والصناعة والاقتصاد الرقمي في حكومة مانويل فالس الثانية، وذلك حتى 2016.
في أبريل 2016، أسس حزب إلى الأمام! (!En marche) ذو التوجهات الوسطية. ثم في 16 نوفمبر الموالي أعلن عن ترشحه للانتخابات الرئاسية الفرنسية 2017. انتقل للجولة الثانية من الانتخابات بعد مجيئه في المرتبة الأولى بفارق صغير عن مرشحة الجبهة الوطنية اليمينية المتطرفة مارين لوبن. تحصل على دعم كل من مرشح حزب الجمهوريوناليميني فرنسوا فيون ومرشح الحزب الاشتراكي اليساري بونوا أمون. وفاز في الأنتخابات في 7 مايو 2017 بعد فوزه على ماري لوبن بنسبة 66.06 في الانتخابات الرئاسية.وتولى رسمياً في 14 مايو 2017 سلطاته الدستورية رئيساً للجمهورية الفرنسية.

## الانتخابات الرئاسية الفرنسية 2017
في مارس 2016، أعرب إيمانويل ماكرون عن رغبته بترشح فرانسوا أولاند إلى الانتخابات الرئاسية 2017 بتقديمه على أنه «مرشح شرعي». ومع تشكيل الحركة السياسية إلى الأمام! في أبريل 2016، أبدى لأول مرة طموحه بالترشح إلى الانتخابات الرئاسية. أعلن عدد من المراقبين السياسيين ووسائل الإعلام سابقًا عن تخطيطه للقيام بذلك في عام 2017 بناء على التبرعات التي كان يجمعها. وصرح بأنه يعتزم الترشح بعد استقالته من الحكومة وأعلان ترشحه في 16 نوفمبر 2016. ووفقًا للمصادر، كان لديه في ديسمبر 2016 200 أو 400 وعد برعاية حملته. ونشر في نوفمبر عام 2016 أول كتاب له بعنوان «الثورة»، نسخ منه مئتي ألف نسخة، وكان من بين أفضل الكتب مبيعاً في فرنسا (أكثر من 69000 في نهاية العام، أي المرتبة السادسة بين كتب الشخصيات السياسية).

### الاقتراع الأول
تمَّ هذا الاقتراع في 23 أبريل 2017 وحصل ماكرون على 24.01% من الأصوات في الاقتراع الأول من الانتخابات الرئاسية الفرنسية 2017 (صوت له: 8 656 346 شخص)، وحلت مارين لوبن ثانياً حيث حصلت على 21,30% (صوت لها: 7 678 491 شخص). وفي كلمته بعيد الجولة الأولى من الانتخابات، أعرب عن شكره لفرانسوا فيون وبنوا أمون الذين دعماه كل في خطابه بعد الجولة الأولى.

### المناظرة الرئاسية
تجابه إيمانويل ماكرون مع مارين لوبن في مناظرة قبيل الموعد النهائي للانتخابات 3 أيار 2017، وكان موقف لوبن ضعيفاً ولم تقدم أي مشروع واكتفت باتتقاد خصمها ماكرون الذي بدا وكأنه رئيس دولة وله مشروع شامل. وصفت هذه المناظزة من قبل صحيفة لو فيغارو بأنها شجاراً وليست نقاشاً.

### الاقتراع الثاني والنتيجة النهائية في 7 مايو 2017
تمَّ هذا الاقتراع في 7 مايو 2017، خسرت مارين لوبن بنتيجة 34.9%، وفاز ايمانويل ماكرون على مرشحة حزب اليمين المتطرف ب 65.1%.

## تنصيبه وتشكيل الحكومة
تم تنصيب إيمانويل ماكرون رسمياً في 14 أيار 2017 في قصر الإليزيه، وقام في نفس اليوم بوضع إكليل من الزهور على قبر الجندي المجهول عند قوس النصر. وفي نفس الوقت كانت أنظر الفرنسين تتجه نحو رئيس الوزراء الفرنسي المستقبلي والذي يعتقد كثير من الناس أنه سيكون إدوار فيليب.

## التموضع السياسي
وصف بعض المراقبين ماكرون بأنه ليبرالي اجتماعي وآخرون كديموقراطي اشتراكي. وخلال فترة حكمه في الحزب الاشتراكي الفرنسي، دعم اليمين في الحزب الذي ارتبط موقفه السياسي بسياسات «الطريق الثالث» التي قدمها بيل كلينتون وتوني بلير وغيرهارد شرودر، والذي كان المتحدث باسمه رئيس الوزراء السابق مانويل فالس.

## مواضيع جدل
كان ايمانويل ماكرون جزء من سلسلة من الخلافات منذ بداية حياته السياسية على الرغم من اتباعه إستراتيجية تواصل ضيقة ومحاولاته لتجنب تفاعل وسائل الإعلام معه. أعلن ماكرون في 30  يونيو 2017 بأنه لن يتحدث خلال يوم الباستيل (الاحتفال باليوم الوطني الفرنسي) مخالفاً بذلك تقليداً قائماً منذ مدة طويلة. وذكر لي موند لاحقاً أن سبب عدم ظهور ماكرون هو أن طريقة تفكيره كانت «معقدة جداً» للصحفيين، وكان ذلك عقب أن أخبر ماكرون صحفي في البرنامج التلفزيوني الفرنسي كوتيديان بأنه سيتحدث في يوم الباستيل. وكان استقبال وسائل الإعلام لهذه التصريحات سلبيا على نطاق واسع حيث قام موقع بزفيد BuzzFeed الفرنسي بنشر مقالة بعنوان «عشر جمل معقدة جداً قالها ماكرون، عذراً أيها المغفلون»، وقامت مجلة ماريان بإطلاق عنوان رئيسي «نحن لا نفهم الرئيس ماكرون». ونُشر بعد مدة وجيزة استطلاع للرأي العام الذي أوضح أن نسبة 74% ممن شملهم الاستطلاع مؤيدين لطريقة تعامل ماكرون مع وسائل الإعلام. وأكد مسؤولون في إدارة ماكرون في وقت لاحق بأنه لن يظهر لوسائل الإعلام، نظراً لحاجته لبعض الوقت حتى يستعد لحديثه أمام مجلسي البرلمان الأسبوع التالي.
قبل فترة وجيزة من زيارة ماكرون لغويانا الفرنسية في 27 أكتوبر 2017، اندلعت أعمال شغب بسبب الحرمان الاجتماعي وإهمال الرعاية الصحية والافتقار إلى الرعاية الاجتماعية في الأراضي البعيدة. اندلعت أعمال شغب أخرى بعد أن استبعد ماكرون إرسال مساعدات إضافية لتلك المناطق مصرحاً «أنا لست الأب كريسماس (بابا نويل)».

### ادعاءات المحاباة
فتحت النيابة العامة في باريس يوم 23 مارس 2017 تحقيقا أوليا جديدا عقب الاشتباه بوجود المحاباة بعد ظهور ماكرون كمتحدث عالي المستوى في مناسبة نظمتها شركة هافاس في يناير 2016. وقد ساعد ماكرون، الذي كان وزير المالية والاقتصاد آنذاك، في تنظيم تلك الفعالية والذي بلغت قيمته 381,759 يورو وفقاً لصحيفة لو كانارد انشانيه. وقد ثبت أن وزارة الاقتصاد قامت بتنظيم هذا الحدث بدون إصدار مناقصة عامة، منتهكة بذلك القانون الفرنسي الذي ينص على أن جميع العقود العامة بقيمة أعلى من 25,000 يورو يجب أن تكون ضمن المناقصة العامة. كما أن وزارة الاقتصاد رفضت السماح لأي شركة أخرى بتنظيم الحدث، حيث أن العديد من المسؤولين في وزارة ماكرون الاقتصادية موظفين سابقين في هافاس. تم لاحقاً تعيين المدير السابق للوكالة الفرنسية للأعمال Business France بمنصب وزيرة العمل، التي كانت تقدم الدعم المادي لتنظيم الحدث. وقد أقدمت شرطة مكافحة الفساد على مداهمة مقر هافاس والوكالة الفرنسية للأعمال في 30 يونيو 2017.

### تعليقات حول الأفارقة
بينما كان ماكرون يتحدث في قمة مجموعة العشرين في هامبورغ عام 2017، سأل مراسل من ساحل العاج ماكرون عن احتمال سياسة مشابهة لمشروع مارشال الاقتصادي الأمريكي التي يتم تنفيذها في أفريقيا، أجاب ماكرون قائلاً: «المشاكل التي تواجهها أفريقيا اليوم مختلفة تماما وهي حضارية» ثم تابع بالحديث عن النساء الأفريقيات اللواتي ينجبن «سبعة أو ثمانية أطفال». وتلقى هذا التصريح تعليقات سلبية على مواقع التواصل الاجتماعي حيث اتهم البعض ماكرون بالعنصرية وبأنه مؤيد للأفكار والصور النمطية. كما أشارت الإذاعة الوطنية العامة أنه بناءً على إحصائيات البنك الدولي فإن ماكرون كان مخطئا، وأن متوسط الإنجاب لدى النساء الأفريقيات ما بين 4-5 أطفال. ومع ذلك، فإن العديد من الصحف والمجلات مثل ساينتفك أمريكان و‌الجارديان و‌ذي إيكونومست قد ذكرت مسبقا أن ارتفاع معدل المواليد والتضخم السكاني يعد من أكبر المشاكل التي تواجه أفريقيا حالياً.

## السياسة الخارجية
مقترحاته الرئاسية للدفاع هي استمرارية لسياسة جان إيف لودريان، بما في ذلك المشاركة في حلف شمال الأطلسي بقيادة الولايات المتحدة، لكنه يعتقد بوجوب الخدمة العسكرية الإلزامية لمدة شهر واحد.
يؤيد إيمانويل ماكرون فكرة أوروبا، كما أنه لا يعتبر قريباً الكرملين. عند سفره إلى الشرق الأوسط مطلع عام 2017 فقد تموضع في منتصف الطريق بين النبذ السياسي لنظام بشار الأسد والدعم المحدود للمتمردين" وهذا تقريباً موقف فرنسا منذ 2011. ولكن في أبريل 2017، اقترح ماكرون تدخل عسكري ضد نظام الأسد.
فيما يخص قضية فلسطين فقد رفض التعليق على الاعتراف بدولة فلسطين.
زوجة الرئيس الفرنسي “حامل” على غلاف شارلي إيبدو!أظهر الغلاف الجديد الذي صدر بالأمس، سيدة الإليزيه “64 عاما”، حاملا، بينما تقف إلى جوار ماكرون، فيما عنونت المجلة بأن هذا الجنين سيفعل المعجزات، في إشارة تهكمية على مدى إمكانية ماكرون في إدارة شئون البلاد وإنعاش الحالة الاقتصادية.
وكتب الرسام “ريس” المتخصص في الرسومات الساخرة “سوف يفعل المعجزات” في تلميح إلى أنه لن ينجح إلا في أن يجعلها تحمل في طفل على الرغم من تقدم عمرها، وهو ما اعتبرته المجلة معجزة.